# Calvaire (Kruzifix)

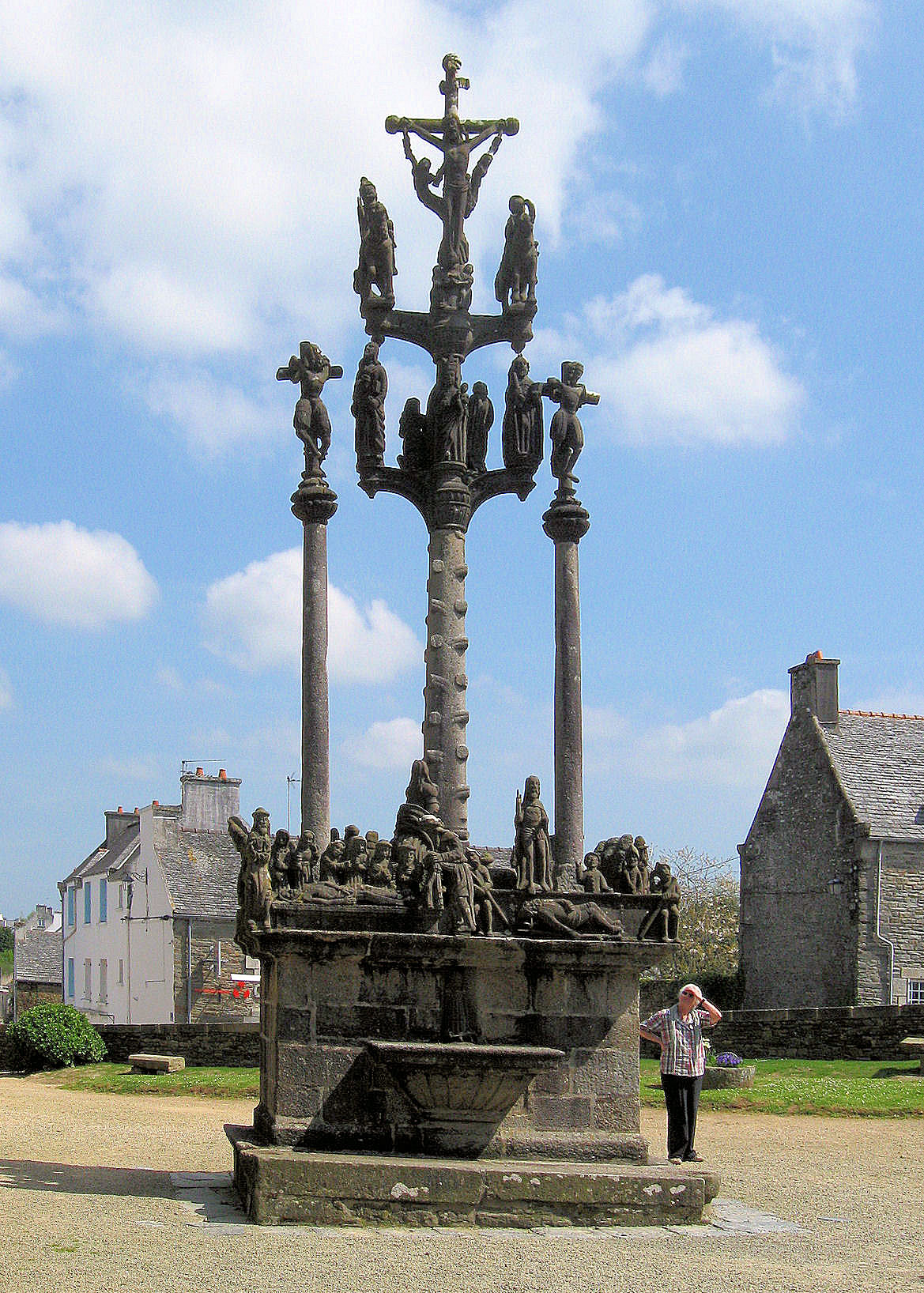
Calvaire in Saint-Thégonnec

Ein Calvaire (französisch, von lateinisch Calvariae) ist ein Kruzifix, um das herum mehrere biblische Personen dargestellt sind. Es handelt sich um mehr oder minder komplexe, hochragende Kreuzigungsgruppen, die nicht nur Christus zwischen den beiden Schächern, seine Mutter und Johannes zeigen, sondern auch Szenen der Heilsgeschichte von der Verkündigung bis zur Auferstehung und seltener bis zur Himmelfahrt. Sie gehen gestalterisch zurück auf vielfigurige Schnitzaltäre, Reliefs, Wand- und Tafelbilder und Figurengruppen im Freien, die im Spätmittelalter entstanden und von Passionsliteratur und Mysterienspielen inspiriert waren.
Viele der Calvaires wurden auf Friedhöfen errichtet, nahe der Kirche und oft bei einem Beinhaus. 
In der Bretagne entstanden vom Ende des 15. bis zum Anfang des 17. Jahrhunderts zahlreiche Calvaires als  „Zeugnisse monumentaler Volkskunst“. Kreuze, die außer Christus am Kreuz nur wenige Personen zeigen, bezeichnet man hier als croix-calvaires. Die grand-calvaires weisen auf einer mächtigen Basis eine große Zahl von Statuen auf. 
Altar-calvaires wurden vor der Französischen Revolution von den Eltern eines jungen Priesters zum Andenken an seine Primiz in seinem Heimatdorf aufgestellt. Kanzel-Calvaires waren bei Wallfahrten und Volksmissionen der Ort für Gottesdienste und Predigten.  
Auch Kalvarienberge, bei denen die einzelnen Skulpturengruppen der Kreuzwegstationen an einem Berg oder Abhang als Prozessionsweg angeordnet sind, werden im französischsprachigen Raum als Calvaire bezeichnet.